# Migrationsmuseum
Ein Migrationsmuseum stellt die Geschichte der menschlichen Migration von oder in ein Land oder eine Region in der Vergangenheit und in der Gegenwart dar.

## Musealisierung der Migration
In den Einwanderungsländern zerfiel in der zweiten Hälfte des 20. Jahrhunderts der Mythos des melting pot und die Erforschung, das Selbstbewusstsein und die Präsentation ethnischer Gruppen nahm zu. Gleichzeitig gab es in den Museen auch der Auswanderungsländer einen Museumsboom und eine Hinwendung zur Sozialgeschichte. Anstatt der Hochkultur der toten weißen Männer rückten die Lebensverhältnisse der kleinen Leute mit Fragen zu Alltag, Rassismus, Klasse, Geschlecht, Imperialismus, Kolonialisierung, Ökologie und Minderheiten in den Fokus. Die Gewichtung verschob sich von Sammlungen zu Ausstellungen und von objektbasierten zu konzeptbasierten Ausstellungen, die mit neuen Präsentationsformen, die Darstellung der Migration erleichterten. Mit der Darstellung und der potentiell kontroversen Gegenwartsrelevanz von Migration soll durch Migrationsmuseen auch eine neue Klientel angesprochen und eingebunden werden.

## Allgemeines
Zahlreiche Migrationsmuseen – auch virtuell – sind in den letzten 20 Jahren eröffnet worden. Man hofft, dass sie zu einer neuen und multiplen Identität beitragen, sowohl auf individueller wie auf kollektiver Ebene. In den USA (Ellis Island), Australien und Kanada und etwas später auch in verschiedenen europäischen Ländern, zum Beispiel Frankreich, Deutschland, Italien, Luxemburg, den Niederlanden, Portugal, Spanien, der Schweiz und in Großbritannien, wurden solche Einrichtungen geschaffen, um die Weitergabe der Erfahrungen zwischen den Generationen sowie Begegnungen zwischen den Migranten und der Gastbevölkerung zu erleichtern, nicht zuletzt durch das Erzählen persönlicher Geschichten.
Über das Bewahren der Erinnerung hinaus dienen diese Museen vor allem drei Zwecken: Anerkennung, Integration und Bewusstseinsbildung.
- Anerkennung: Es geht um die Anerkennung des Beitrags, den die Migranten für die Gastgesellschaft geleistet haben, um die Vielfalt und den Reichtum der Kulturen der Herkunftsländer und um das Recht auf eine doppelte Zugehörigkeit.

- Inklusion und Integration: Stärkung des Gefühls der Zugehörigkeit, Suche nach Gemeinsamkeiten und Darstellung des Beitrags zur nationalen Identität des Gastlandes

- Bewusstseinsbildung: Hier geht es darum, historische Kenntnisse über die Gründe zu vermitteln, die Individuen veranlassten, ihr Heimatland zu verlassen, und die Empathie der Bevölkerung des Gastlandes anzuregen. Allgemein sollen Stereotype über Migration abgebaut werden. Die Einwanderungsmuseen der neuen Staaten wie Australien, Brasilien, Kanada und USA haben eine nationalmuseale Funktion, indem sie die europäische Kolonisierung und sich daraus entwickelnden Staaten darstellen.[5]

Angesichts der internationalen Migrationsbewegungen und der jüngsten Ereignisse wie der Affaire van Gogh und der Unruhen in Frankreich 2005 scheint ein dringendes Bedürfnis zu bestehen, den Migrantengenerationen (der Jugend wie ihren Eltern) eine Stimme zu geben, um Inklusion, Integration und das Recht auf Differenz zu fördern. Individuellen Geschichten zuzuhören, mag helfen, Stereotype abzubauen. Die Verbindung von Gedächtnis, Geschichte und Erzählung mag es erlauben, einen Schritt zurückzutreten und größere Zusammenhänge zu erkennen.
Zu den Herausforderungen, vor die sich Migrationsmuseen gestellt sehen, zählt es, dass sie nicht nur als Orte für Ausstellungen und zur Aufbewahrung von Objekten gedacht sind, sondern lebendige Orte der Begegnung sein wollen. Nicht nur Intellektuelle, Akademiker, Forscher, Historiker und traditionelle Museumsbesucher sollen kommen, sondern ein breites Publikum, das nicht selten vorgefasste Meinungen über Migration und Immigranten hat.